# Nanao
Nanao (七尾市, Nanao-shi) est une ville située dans la préfecture d'Ishikawa, au Japon.

## Géographie

### Situation
Nanao est située dans le sud-est de la péninsule de Noto, au bord de la mer du Japon. L'île de Noto fait partie de la municipalité.

### Démographie
En décembre 2020, la population de la ville de Nanao était de 51 220 habitants pour une superficie de 318,32 km2.

## Histoire
Nanao s'est développée comme capitale de l'ancienne province de Noto. Le bourg moderne de Nanao est créé en 1889. Il acquiert le statut de ville en 1939.
En avril 2017, une centrale photovoltaïque d'une capacité de 27 mégawatts-crête y est mise en service, détenue à 50 % par le groupe Ise Foods (ja), 25 % par Total et 25 % par Sunpower,. Cette centrale, construite sur un terrain de 25 hectares, alimente en électricité 9 000 foyers japonais grâce à plus de 80 000 panneaux solaires.

## Culture locale et patrimoine
- Musée d'art de Nanao Ishikawa
- Wakura onsen
- Ruines du château de Nanao

## Transports
Nanao est desservie par la ligne Nanao des compagnies JR West et NotoTetudou Corporation.

## Jumelage
Nanao est jumelée avec :
- Bratsk (Russie)
- Gimcheon (Corée du Sud)
- Monterey (États-Unis)
- Morgantown (États-Unis)
- District de Jinzhou (Chine)

## Personnalités liées à la municipalité
- Hasegawa Tōhaku (1539-1610), peintre
- Min Ayahana (née en 1969), mangaka
- Kenta Matsudaira (né en 1991), pongiste